# Žalm 48
Žalm 48 („Velký je Hospodin, nejvyšší chvály hodný“) je biblický žalm. V překladech, které číslují podle Septuaginty, se jedná o 47. žalm. Žalm je nadepsán těmito slovy: „Žalmová píseň, pro Kórachovce.“ Podle některých vykladačů toto nadepsání znamená, že žalm byl určen pro to, aby jej zpívali v Chrámu k tomu určení zpěváci. Dodatek Septuaginty v nadpisku, který převzala i Vulgata a který zní: „druhého dne po sobotě“, skutečně poukazuje na užití žalmu při chrámové bohoslužbě, kde tento žalm zpívali Levité právě onoho dne, a v židovské liturgii je žalm podle siduru i nadále součástí pondělní ranní modlitby. Raši uvádí, že tento žalm složili synové Levity Kóracha, kteří se při sporu s Mojžíšem od svého otce oddělili a zachránili si tím nejen život, ale byli odměněni tím, že na nich spočinul Svatý duch a prorokovali. Spis Šimuš Tehilim („Užití Žalmů“), jehož autorem je zřejmě židovský učenec Chaj Ga'on (939–1038), uvádí, že recitace 48. žalmu je nápomocná těm, kteří chtějí v řadách nepřítele vzbudit bázeň.